# 春&夏事件簿
《春&夏》系列（日語：“ハルチカ”シリーズ）是初野晴所著、從2008年10月開始在角川書店發表的日本推理小說系列。

## 概要
殘念系美少年上条春太，和青梅竹馬（自稱）走上淑女之路的穗村千夏，兩人立志和心儀的對象一同踏進管樂聖殿「普門館」，但第一個難關是社團人手短缺，他們須網羅潛伏在校園中的音樂奇才，從傳說的「黑名單十傑」，到潛進學校的國中生都成獵捕的對象。兩人威脅利誘各路好手入社，不過攻略角色可沒這麼容易，春&夏兩人不得不努力提升好感度。解開他們錯綜複雜的心結一一「推理」於焉展開，在校園生活中譜出光怪陸離的連篇新樂章。
作畫的改編漫畫《春&夏》於《月刊少年Ace》2015年12月號開始連載。
2015年6月宣布製作電視動畫，首播時間在2016年1月至3月。
2016年3月17日宣佈四月開拍真人電影版，由Sexy Zone的佐藤勝利及橋本環奈雙主演，於2017年3月4日首映。

## 登場人物
穗村千夏（聲：布萊德庫特·莎拉·惠美）
國中時代隸屬排球隊，上高中後決定洗刷男子氣概滿點的人生變身窈窕淑女，參加管樂社，長笛演奏者。為招攬社員和青梅竹馬春太東奔西走，不久變得有好感，對於草壁信二郎老師的喜歡，只是憧憬類的喜歡，但本人沒發覺。正煩惱著與春太的三角關係。
上條春太（聲：齊藤壯馬）
千夏的青梅竹馬，頭腦優秀的殘念系美少年，因為暗戀老師被揭穿不敢上學，法國號演奏者。
草壁信二郎（聲：花江夏樹）
千夏和春太暗戀的老師，曾是名指揮家，過去成謎。
片桐圭介（聲：山下誠一郎）
管樂社社長，小號演奏者。
成島美代子（聲：千菅春香）
黑長髮大小姐（在動畫中是銀灰色長辮），國中時代登上管樂最高殿堂「普門舘」的神級樂手，雙簧管演奏者。
馬倫·清（聲：島崎信長）
華裔美國人，擅長薩克斯風，戲劇社成員。沉默寡言的憂鬱美少年。
後藤朱里（聲：山田悠希）
長號演奏者。
芹澤直子（聲：瀨戶麻沙美）
以單簧管專業演奏者為目標的學生。
檜山界雄（聲：岡本信彥）
芹澤的青梅竹馬，打擊樂器演奏者。
朝比奈香惠（聲：小見川千明）
高中二年级，雙胞胎姐妹，單簧管演奏者。
朝比奈纱惠（聲：宮島惠美）
高中二年级，雙胞胎姐妹，低音號演奏者。

## 出版書籍

### 小說
單行本的封面設計由坂野公一擔任。文庫版方面，至第3作《幻想管風琴》為止由坂野公一（封面設計）和丹地陽子（插圖）擔任，之後從第4作《千年茱麗葉》改成曾在2013年6月舉辦的2013夏祭「發現！角川文庫」活動中負責的新裝版的鈴木久美（封面設計）和山中ヒコ（插圖）擔任。2015年12月9日於正在進行製作電視動畫期間（電子書籍發佈是在12月18日），公開由角川文庫發行期間限定版的第1－4卷原作小說，與通常版不一樣的是封面使用動畫視覺帶版本的圖片。
| 日文版  | 日文版         | 日文版         | 日文版                 | 日文版                 | 日文版     | 正體中文版            | 正體中文版    | 正體中文版 | 正體中文版             | 正體中文版 |
| 冊數    | 書籍名         | 發行日期       | 出版社                 | ISBN                   | 備註       | 書籍名                | 發行日期      | 出版社     | ISBN                   |            |
| ------- | -------------- | -------------- | ---------------------- | ---------------------- | ---------- | --------------------- | ------------- | ---------- | ---------------------- | ---------- |
| 1       |                | 2008年10月29日 | 角川書店               | ISBN 978-4-04-873898-9 |            | 退出遊戲              | 2015年7月2日  | 獨步文化   | ISBN 978-9-86-565128-2 |            |
| 1       | 2010年07月24日 | 角川文庫       | ISBN 978-4-04-394371-5 | 卷末解說：千街晶之     |            | 退出遊戲              | 2015年7月2日  | 獨步文化   | ISBN 978-9-86-565128-2 |            |
| 1       |                | 2017年01月15日 | 角川翼文庫             | ISBN 978-4-04-631679-0 | 「」未收錄 |                       |               |            |                        |            |
| 2       |                | 2009年10月01日 | 角川書店               | ISBN 978-4-04-873998-6 |            | 初戀品鑑師            | 2016年1月7日  | 獨步文化   | ISBN 978-9-86-565149-7 |            |
| 2       | 2011年07月23日 | 角川文庫       | ISBN 978-4-04-394455-2 | 卷末解說：大矢博子     |            | 初戀品鑑師            | 2016年1月7日  | 獨步文化   | ISBN 978-9-86-565149-7 |            |
| 3       |                | 2010年08月30日 | 角川書店               | ISBN 978-4-04-874097-5 |            | 幻想風琴              | 2016年10月1日 | 獨步文化   | ISBN 978-9-86-565171-8 |            |
| 3       | 2012年07月25日 | 角川文庫       | ISBN 978-4-04-100379-4 | 卷末解說：杉江松戀     |            | 幻想風琴              | 2016年10月1日 | 獨步文化   | ISBN 978-9-86-565171-8 |            |
| 4       |                | 2012年03月23日 | 角川書店               | ISBN 978-4-04-874227-6 |            | 千年茱麗葉            | 2017年4月     | 獨步文化   | ISBN 978-9-86-565189-3 |            |
| 4       | 2013年11月22日 | 角川文庫       | ISBN 978-4-04-101080-8 | 卷末解說：川出正樹     |            | 千年茱麗葉            | 2017年4月     | 獨步文化   | ISBN 978-9-86-565189-3 |            |
| 5       |                | 2015年09月30日 | 角川書店               | ISBN 978-4-04-110476-7 |            | 行星凱倫              | 2017年7月     | 獨步文化   | ISBN 978-9-86-947542-6 |            |
| 5       | 2017年 1月25日 | 角川文庫       | ISBN 978-4-04-105199-3 | 卷末解說：吉田大助     |            | 行星凱倫              | 2017年7月     | 獨步文化   | ISBN 978-9-86-947542-6 |            |
| 番外篇1 |                | 2017年02月25日 | 角川文庫               | ISBN 978-4-04-104000-3 |            | 一人管樂社 春夏番外篇 | 2018年8月     | 獨步文化   | ISBN 978-9-86-966034-1 |            |

### 漫畫
以「春&夏」（原作：初野晴、人物原案：生肉ATK）做標題，由擔任漫畫的作畫在《月刊少年Ace》（KADOKAWA〈KADOKAWA Comics·Ace〉）2015年12月號開始連載。角色的容姿與電視動畫版相同。目前已發行3冊單行本（截至2018年4月）。
| 卷數 | 發行日期       | ISBN                   | 收錄作品                                                      |
| ---- | -------------- | ---------------------- | ------------------------------------------------------------- |
| 1    | 2015年12月26日 | ISBN 978-4-04-103858-1 | - 青春的序曲（Ouverture） - 魔術方塊的祕密【前篇、後篇】      |
| 2    | 2016年11月26日 | ISBN 978-4-04-103859-8 | - 退出遊戲【前篇、中篇、後篇】 - 結晶小偷【前篇、中篇、後篇】 |
| 3    | 2018年3月26日  | ISBN 978-4-04-105466-6 |                                                               |

## 電視動畫
以《春太與千夏～春太與千夏共度青春～》（日語：ハルチカ 〜ハルタとチカは青春する〜）為標題，由P.A.WORKS製作，2016年1至3月首播。

### 製作人員
- 原作：初野晴（KADOKAWA 角川文庫刊）
- 導演：橋本昌和
- 劇本統籌：吉田玲子
- 人物原案：生肉ATK（Nitro+）
- 人物設定：西田亞沙子
- 總作畫監督、人物輔佐：大東百合惠
- 樂器作畫監督、總作畫監督輔佐：杉光登
- 美術監督：佐藤步
- 美術設定：宮岡真弓
- 色彩設計：井上佳津枝
- 攝影監督：並木智
- 編輯：高橋步
- CG導演：平田洋平
- 音響監督：飯田里樹（日语：飯田里樹）
- 音響効果：中野勝博（日语：サウンドボックス）
- 音響制作：Glovision（日语：グロービジョン）
- 音樂：濱口史郎
- 音樂製作人：吉江輝成
- 音樂製作：Lantis
- 製作人：加藤友季子、田村淳一郎、堀川憲司
- 線上製作人：辻充仁
- 動畫製作：P.A.WORKS
- 製作：春&夏製作委員會

### 主題曲
片頭曲
作詞：林英樹，作曲：佐藤純一，編曲、主唱：fhána
第1話當作片尾曲使用。
片尾曲（第2話－第11話）
作曲、編曲：中山真斗，作詞、主唱：ChouCho
片尾曲（第12話）
作曲、編曲：濱口史郎、清水南高校吹奏樂部／演奏：聖徳大學附屬取手聖德女子中學·高等學校吹奏樂部

### 各話列表
| 話數 | 日文標題 | 中文標題                 | 腳本     | 分鏡                | 演出              | 作畫監督                                                                         | 原作小說                      |
| ---- | -------- | ------------------------ | -------- | ------------------- | ----------------- | -------------------------------------------------------------------------------- | ----------------------------- |
| #01  |          | 旋律般優美的暗號         | 吉田玲子 | 橋本昌和            | 太田知章          | 大東百合惠                                                                       | 動畫原創                      |
| #02  |          | 魔術方塊的祕密           | 吉田玲子 | 倉川英揚            | 倉川英揚          | 鈴木理沙、石井香織 高木晴美                                                      | 第1卷2話 「魔術方塊的祕密」   |
| #03  |          | 退出遊戲                 | 吉田玲子 | 橋本昌和            | 石川哲也          | 山本徑子、向川原憲 渡邊章、 黑川飛鳥、德川惠理                                   | 第1卷3話 「退出遊戲」         |
| #04  |          | 鄉土現代主義             | 吉田玲子 | 菅沼芙實彥          | 菅沼芙實彥        | 秋山有希                                                                         | 第3卷2話 「鄉土現代主義」     |
| #05  |          | Elephant's Breath -象息- | 吉田玲子 | 倉川英揚            | 太田知章          | 石井明治、鈴木理沙 酒井美佳、向河原憲 橫松雄馬                                   | 第1卷4話 「象息」             |
| #06  |          | 春日心弦                 | 橋本昌和 | 今泉賢一 橋本昌和   | 山本秀世          | 秋山有希、杉光登 川面恒介                                                        | 第2卷1話 「春日心弦」         |
| #07  |          | 頻率77.4MHz              | 吉田玲子 | 熨斗谷充孝 橋本昌和 | 古田丈司          | 新田靖成、高橋敦子 中谷亞沙美                                                    | 第2卷2話 「頻率77.4MHz」      |
| #08  |          | 初戀品鑑師               | 吉田玲子 | 細田直人            | 高橋順            | 重本和佳子、奧田陽介 酒井美佳、小島明日香 福田裕樹、福井麻記 岩崎亮              | 第2卷4話 「初戀品鑑師」       |
| #09  |          | 阿斯莫德的視線           | 吉田玲子 | 倉川鷹揚            | 倉川鷹揚          | 杉光登、鈴木理沙 石井香織、石井明治 中村深雪、小野和美 宮川智惠子                | 第2卷3話 「阿斯莫德的視線」   |
| #10  |          | 惡龍的執照               | 吉田玲子 | 山本秀世            | 熨斗谷充孝        | 竹內由香里、佐藤友子 橫松雄馬、山崎敦子 、桝井一平 川口弘明、飯村真一 津熊健德、 | 第3卷1話 「Jabberwock的證書」 |
| #11  |          | 伊甸之谷                 | 橋本昌和 | 菅沼芙實彥          | 菅沼芙實彥        | 川面恒介、秋山有希                                                               | 第4卷1話 「伊甸之谷」         |
| #12  |          | 共鳴鐵三角               | 吉田玲子 | 橋本昌和            | 太田知章 橋本昌和 | 杉光登、川面恒介 秋山有希、石井明治 鈴木理沙、重本和佳子 福井麻記、大東百合惠    | 動畫原創                      |

### 播放電視台
日本深夜動畫：下文記載的日本国内播放時間使用日本標準時間（UTC+9）表示。因為部分時間标识會採用30小时制，因此請留意这类超过24:00的时间，其實際播放時間為翌日清晨。
| 播放地區 | 播放電視台    | 播放日期               | 播放時間（UTC+9）         | 所屬聯播網 | 備註            |
| -------- | ------------- | ---------------------- | ------------------------- | ---------- | --------------- |
| 東京都   | TOKYO MX      | 2016年1月6日－3月23日  | 星期三 25時35分－26時35分 | 獨立局     | －              |
| 兵庫縣   | SUN電視台     | 2016年1月6日－3月23日  | 星期三 26時00分－26時30分 | 獨立局     | －              |
| 靜岡縣   | 靜岡放送      | 2016年1月8日－3月25日  | 星期四 25時41分－26時11分 | 日本電視網 | 原作者的出身地  |
| 富山縣   | 北日本放送    | 2016年1月8日－3月25日  | 星期四 26時29分－26時59分 | 日本新聞網 | P.A.WORKS所在地 |
| 埼玉縣   | 埼玉電視台    | 2016年1月11日－3月28日 | 星期日 24時30分－25時00分 | 獨立局     | －              |
| 千葉縣   | 千葉電視台    | 2016年1月11日－3月28日 | 星期日 24時30分－25時00分 | 獨立局     | －              |
| 神奈川縣 | 神奈川電視台  | 2016年1月11日－3月28日 | 星期日 24時30分－25時00分 | 獨立局     | －              |
| 岐阜縣   | 岐阜放送      | 2016年1月12日－3月29日 | 星期一 25時00分－25時30分 | 獨立局     | －              |
| 日本全國 | BS11          | 2016年1月12日－3月29日 | 星期一 27時00分－27時30分 | 衛星電視   | 『ANIME+』時段  |
| 三重縣   | 三重電視台    | 2016年1月13日－3月30日 | 星期二 26時20分－26時50分 | 獨立局     | －              |
| 福岡縣   | TVQ九州放送   | 2016年1月13日－3月30日 | 星期二 27時05分－27時35分 | 東京電視網 | －              |
| 日本全國 | TV朝Channel 1 | 2016年1月21日－4月7日  | 星期三 24時30分－25時00分 | 衛星電視   | －              |
| 日本全國 | d動畫商城     | 2016年1月13日－3月30日 | 星期三 12:00 更新         | 網路電視   | －              |
| 日本全國 | niconico頻道  | 2016年1月20日－4月6日  | 星期三 23:00 更新         | 網路電視   | －              |

## 藍光&DVD（動畫）
| 卷數 | 發行日期      | 收錄話數       | 規格編號   | 規格編號   |
| 卷數 | 發行日期      | 收錄話數       | 藍光限定版 | DVD限定版  |
| ---- | ------------- | -------------- | ---------- | ---------- |
| 1    | 2016年3月25日 | 第1話～第2話   | KAXA-7331  | KABA-10444 |
| 2    | 2016年4月27日 | 第3話～第4話   | KAXA-7332  | KABA-10445 |
| 3    | 2016年5月27日 | 第5話～第6話   | KAXA-7333  | KABA-10446 |
| 4    | 2016年6月24日 | 第7話～第8話   | KAXA-7334  | KABA-10447 |
| 5    | 2016年7月28日 | 第9話～第10話  | KAXA-7335  | KABA-10448 |
| 6    | 2016年8月26日 | 第11話～第12話 | KAXA-7336  | KABA-10449 |

## 真人電影
以《春&夏》為標題，2017年3月4日首映。導演為市井昌秀，由Sexy Zone的佐藤勝利與Rev.from DVL的橋本環奈雙主演，也是佐藤首次飾演主角的電影。

### 製作人員
- 原作：初野晴「春&夏」系列（KADOKAWA刊）
- 導演：市井昌秀
- 腳本：山浦雅大、市井昌秀
- 配給：KADOKAWA

### 演員
- 穗村千夏：橋本環奈（Rev.from DVL）
- 上條春太：佐藤勝利（Sexy Zone）
- 芹澤直子：恒松祐里
- 檜山界雄：清水尋也
- 片桐圭介：前田航基
- 草壁信二郎：小出惠介
- 宮本：平岡拓真（日语：平岡拓真）
- 妙子：上白石萌歌
- 若葉：二階堂姬瑠

### 藍光&DVD（真人電影）
| 標題         | 發行日期     | 規格編號 | 規格編號 |
| 標題         | 發行日期     | 藍光     | DVD      |
| ------------ | ------------ | -------- | -------- |
| 春&夏 豪華版 | 2017年9月2日 | BIXJ0249 | BIBJ7707 |
| 春&夏 通常版 | 2017年9月2日 | BIXJ0250 | BIBJ7708 |

## 外部連結
- 《春&夏事件簿》｜角川文庫｜KADOKAWA （页面存档备份，存于）（日語）
- 電視動畫《春&夏事件簿～春太與千夏的青春～》官方網站 （页面存档备份，存于）（日語）
- 《春&夏事件簿》官方的X（前Twitter）（日語）
- 真人電影《春&夏》官方網站 （页面存档备份，存于）（日語）
- 映画『ハルチカ』的X（前Twitter）
- 映画『ハルチカ』的Instagram帳戶